# Roadracing-VM 1954
Världsmästerskapen i Roadracing 1954 arrangerades  av F.I.M. Säsongen bestod av nio Grand Prix i fem klasser: 500cc, 350cc, 250cc, 125cc och Sidvagnar 500cc. Den inleddes 30 maj med Frankrikes Grand Prix och avslutades med Spaniens Grand Prix den 3 oktober.
| Klass   | Mästare individuellt          | Mästare konstruktörer |
| ------- | ----------------------------- | --------------------- |
| 500GP   | Geoff Duke (Gilera)           |                       |
| 350GP   | Fergus Anderson (Moto Guzzi)  |                       |
| 250GP   | Werner Haas (NSU)             |                       |
| 125GP   | †Rupert Hollaus (NSU)         |                       |
| Sidvagn | Wilhelm Noll/Fritz Cron (BMW) |                       |

## Säsongen i sammanfattning
Alla världsmästare i de tvåhjuliga klasserna vann med god marginal. Tre av de försvarade sina titlar från 1953. Geoff Duke på Gilera i 500-klassen, Fergus Anderson på Moto Guzzi i 350-klassen. Werner Haas på NSU i 250-klassen. I 125-klassen tog österrikaren Rupert Hollaus på NSU sin enda VM-titel. Han vann de fyra första Grand Prixerna men kraschade och avled på träningen inför Nationernas Grand Prix på Monza. Han blev roadracingsportens förste postume världsmästare.
Officiellt delades inga världsmästerskap till konstruktörer ut 1954 på grund av en konflikt mellan motorcykeltillverkarna och F.I.M.

## 1954 års Grand Prix-kalender
| Omgång | Datum | Grand Prix     | Bana                | Segrare 125cc     | Segrare 250cc  | Segrare 350cc   | Segrare 500cc   | Segrare Sidvagn |
| ------ | ----- | -------------- | ------------------- | ----------------- | -------------- | --------------- | --------------- | --------------- |
| 1      | 30/5  | Frankrike      | Reims-Gueux         |                   | Werner Haas    | Pierre Monneret | Pierre Monneret |                 |
| 2      | 18/6  | Isle of Man TT | Mountain course b)  | Rupert Hollaus    | Werner Haas    | Rod Coleman     | Ray Amm         | Oliver/Nutt     |
| 3      | 26/6  | Ulster         | Dundrod Circuit     | Rupert Hollaus    | Werner Haas    | Ray Amm         | Ray Amm a)      | Oliver / Nutt   |
| 4      | 4/7   | Belgien        | Spa                 |                   |                | Ken Kavanagh    | Geoff Duke      | Oliver / Nutt   |
| 5      | 10/7  | TT Assen       | Circuit van Drenthe | Rupert Hollaus    | Werner Haas    | Fergus Anderson | Geoff Duke      |                 |
| 6      | 25/7  | Västtyskland   | Solitude            | Rupert Hollaus    | Werner Haas    | Ray Amm         | Geoff Duke      | Noll / Cron     |
| 7      | 22/8  | Schweiz        | Circuit Bremgarten  |                   | Rupert Hollaus | Fergus Anderson | Geoff Duke      | Noll/Cron       |
| 8      | 12/9  | Nationernas GP | Monza               | Guido Sala        | Arthur Wheeler | Fergus Anderson | Geoff Duke      | Noll/Cron       |
| 9      | 3/10  | Spanien        | Montjuïc            | Tarquinio Provini |                | Fergus Anderson | Dickie Dale     |                 |

Anmärkningar:
a) 500-racet stoppades på grund av dåligt väder och FIM strök tävlingen från VM-serien.
b) 125-kubikarna och sidvagnarna körde den  17,364 km långa Clypse Course istället för den traditionella Snaefell mountain course.

### Poängräkning
De sex främsta i varje race fick poäng enligt tabellen nedan. De fyra bästa resultaten räknades i mästerskapen för 125cc, 250cc och sidvagnarna, de fem bästa resultaten räknades för 350cc och 500cc.
| Plats | 1 | 2 | 3 | 4 | 5 | 6 |
| ----- | - | - | - | - | - | - |
| Poäng | 8 | 6 | 4 | 3 | 2 | 1 |